# 943年
| 千纪： | 1千纪 |
| 世纪： | 9世纪 \| 10世纪 \| 11世纪 |
| 年代： | 910年代 \| 920年代 \| 930年代 \| 940年代 \| 950年代 \| 960年代 \| 970年代 |
| 年份： | 938年 \| 939年 \| 940年 \| 941年 \| 942年 \| 943年 \| 944年 \| 945年 \| 946年 \| 947年 \| 948年 |
| 纪年： | 癸卯年（兔年）；闽永隆五年；殷天德元年；于阗同慶三十二年；契丹会同六年；南汉光天二年，应元年，乾和元年；后蜀广政六年；后晋（吴越、荆南、马楚）天福八年；南唐昇元七年，保大元年；大理文德七年；日本天慶六年 |

## 大事记

### 中國
- 二月，王延政在建州稱帝，國號大殷，改元天德。[1]
- 後晉27個州郡發生蝗災，數十萬人餓死。[2]
- 南唐烈祖李昪病逝，其子李璟繼位。
- 南漢劉弘熙發動政變殺害劉玢後繼位為帝，改名劉晟，是為南漢中宗。

## 逝世
- 南唐烈祖李昪
- 南漢殤帝劉玢